# District de Beiguan
Le district de Beiguan (北关区 ; pinyin : Běiguān Qū) est une subdivision administrative de la province du Henan en Chine. Il est placé sous la juridiction de la ville-préfecture d'Anyang.